# 乌叶竹
烏葉竹（學名：Bambusa utilis）为禾本科簕竹属下的一个种，為臺灣特有植物，模式產地位於臺灣新竹縣關西鎮。

## 扩展阅读
- 維基物種上的相關：乌叶竹